# Пуховски мајдани камена
Пуховски мајдани камена налазе се у доњедрагачевском селу Пухову, општина Лучани. Камен сличних својстава вађен је и у Живицама.

## Својства камена
Пуховски ситнозрни песковито-кристални „тоциљњак” одличног је квалитета. Жућкасте је боје. Уобичајен назив му је „пуховац”. Тек извађен из лежишта, лако се сече и обрађује. Временом, како се суши, постаје све тврђи и отпорнији.

### Употреба
Од половине 19. века ситнозрни пуховски пешчар интензивно је експлоатисан у неколико каменолома. Највећи је био Јаћимовића мајдан на потесу Лазине, кога су због интензивне експлоатације називали и „Јаћимовића фабрика”. Некада је одавде, у разним правцима, дневно кретало и по двадесет рабаџија с колима напуњеним тесаницима. Осим овог, у Пухову су експлоатисана још два већа каменолома: Тодоровића мајдан и Матовића мајдан, као и два мања ископишта на Козјем рту и у Затежићима.
Пуховски камен је коришћен у различите грађевинске сврхе, а поготово је био цењен за израду надгробних обележја. За ове намене бирани су чвршћи тесаници без „стрека”. У периоду од средине 19. века па наредних сто година, пуховски мајдани били су жариште око кога се окупљао велики број каменорезаца из доњодрагачевских села Пухово, Лисице, Лис, Тијање, Ртари и Дучаловићи, а камен из ових мајдана користили су и неки горњодрагачевски, ариљски и пожешки мајстори.
Осим овога, на брду Горица на тромеђи села Лучани, Лисице и Негришори вађен је и шарени ружичасто-беличаст камен знатно другачијег састава. Тврђи и тежи за обраду, за израду надгробних обележја употребљаван је тек након Првог светског рата. Користили су га лисички каменоресци Филип Домановић Крњаш и Тихомир Петронијевић Мандрк.